# Aspicilia arctica
Aspicilia arctica är en lavart som först beskrevs av Bernt Arne Lynge och som fick sitt nu gällande namn av Alfred Oxner. 
Aspicilia arctica ingår i släktet Aspicilia och familjen Megasporaceae. Arten är reproducerande i Sverige.